# اشلی هینشاو
اشلی هینشاو (انگلیسی: Ashley Hinshaw؛ زادهٔ ۱۱ دسامبر ۱۹۸۸) یک هنرپیشه اهل ایالات متحده آمریکا است. وی از سال ۲۰۰۹ میلادی تاکنون مشغول فعالیت بوده‌است.

وی در سال ۲۰۱۶ با توفر گریس ازدواج کرد، همچنین یک فرزند دارد.
او در فیلم خداحافظی با همه آن چیزها بازی کرده‌است.

## گزیده آثار
از فیلم‌ها یا برنامه‌های تلویزیونی که وی در آن نقش داشته‌است می‌توان به درباره چری، خندیدن با صدای بلند و تاریخچه اشاره کرد.